# La Guzla
La Guzla – najsłynniejsza mistyfikacja literacka opublikowana w 1827 roku przez francuskiego poetę Prospera Mérimée.

## Tytuł
Słowo Guzla może być zarówno określeniem jednostrunowego instrumentu używanego przez ludowych śpiewaków do monotonnego akompaniamentu, jak i również może być anagramem słowa Gazul (z również wymyślonego przez Prospera Mérimée Teatru Klary Gazul).

## Treść
Jest to zbiór wierszy udających ludowe z obszaru Ilirii, zebranych przez (nieistniejącego) ludowego poetę Hyacintha Maglanovicha, i przetłumaczonych na język francuski (a właściwie napisanych po francusku) przez Prospera Mérimée. Prawdziwość zbioru została dodatkowo uprawdopodobniona poprzez anonimowość tłumacza, przedmowę wydawcy, w której określono zbiór jako nie przeznaczony do publikacji oraz poprzez dodanie przypisów z których mogło by wynikać że sam autor ma krytyczny pogląd na swój zbiór. Z całego zbioru prawdziwy jest tylko jeden wiersz, uprzednio już przetłumaczony przez Johanna Wolfganga von Goethego, Triste ballade de la noble épouse d'Assan-Aga.

## Recepcja
W Niemczech została przetłumaczona przez Wilhelma Gerharda i zamieszczona w zbiorze  Wila, serbische Volkslieder und Heldenmãrchen pod koniec 1827 roku. Zbiór otrzymał pozytywną recenzję od Goethego.
W Anglii ukazała się dwunastostronicowa, bardzo pozytywna recenzja w „Monthly Review”, w której zawarto tłumaczenia prozą i wierszem kilku utworów. Siedem miesięcy później ukazała się równie pozytywna recenzja pióra pisarza i badacza folkloru Thomasa Keightleya na łamach „Foreign Quarterly Review”. Kilka wierszy przetłumaczyła Mary Shelley, ale prawdopodobnie nigdy nie ukazały się drukiem, być może z powodu publicznego ujawnienia mistyfikacji.
W Rosji Aleksandr Puszkin przetłumaczył dwanaście pieśni i wydał je w zbiorze pod tytułem Pieśni zachodnich Słowian w roku 1835.

## Mistyfikacja czy plagiat
Sergiusz Sobolewski napisał do autora zbioru list z prośbą o szczegółowe podanie źródeł pochodzenia wierszy (na prośbę Aleksandra Puszkina, który dowiedział się, kto jest autorem zbioru) i w odpowiedzi otrzymał list z dnia 18 stycznia 1835 roku, w którym autor wyjaśnia swoją mistyfikację.
Zgodnie z tymi wyjaśnieniami tomik był pomyślany jako satyra na panującą wówczas modę na ludowość. Powstał w krótkim czasie podczas pobytu poety na wsi jesienią 1827 roku, jako element gry towarzyskiej, której celem miało być opisanie nieistniejącej podróży, aby zebrać środki na prawdziwą podróż. Jak sam autor nadmienia, tomik nie odniósł komercyjnego sukcesu i sprzedało się jedynie siedem egzemplarzy.
Również Goethe w artykule na łamach czasopisma „Art et Antiquité” w wydaniu z 16 marca 1828 roku zdemaskował prawdziwego autora zbioru.
Giuseppe Cocchiara natomiast uważa w Dziejach folklorystyki w Europie, że La Guzlę należy traktować jako plagiat ze zbiorów pieśni serbskich Vuka Karadžića.

## Polskie tłumaczenia
Trzy pieśni ze zbioru przetłumaczył w 1833 roku na język polski Ignacy Chodźko, a jedna z nich Janek (Stach mi pierścionek przyniosł z jarmarku...), która wtórnie przeszła do kultury ludowej, trafiła do monografii Lud autorstwa Oskara Kolberga.
Adam Mickiewicz przetłumaczył wiersz La Morlaque a Venise (Morlach w Wenecji) i umieścił go w drugim rozszerzonym wydaniu Poezji (t. 1) wydrukowanym w 1829 roku (powstał pomiędzy 1827 a 1829 rokiem w Petersburgu lub Moskwie). Zgodnie z zapiskami Aleksandra Puszkina, Mickiewicz uważał wiersz za autentyczny.